# Idaea bigladiata
Idaea bigladiata är en fjärilsart som beskrevs av Claude Herbulot 1975. Idaea bigladiata ingår i släktet Idaea och familjen mätare. Inga underarter finns listade i Catalogue of Life.